# کلمه (فیلم ۱۹۴۳)
کلمه (سوئدی: Ordet) فیلمی سوئدی در سبک درام است که در سال ۱۹۴۳ منتشر شد. از بازیگران آن می‌توان به گون ولگرن، استیگ اولین و ویکتور شوستروم اشاره کرد. این فیلم بر اساس نمایشنامه کای مونک و بیش از یک دهه پیش از اردت به کارگردانی کارل تئودور درایر ساخته شد.